# إدارة النقد

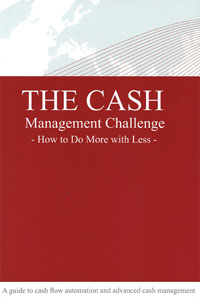
كتاب(تحدي إدارة النقد)

إدارة النقد مصطلح يشير إلى مجال واسع من التمويل والذي يشمل: جمع ومعالجة واستخدام النقد، ويتضمن تقييم سيولة سوق والتدفقات النقدية والاستثمارات.
هو مصطلح تسويقي لبعض الخدمات المتعلقة بالتدفقات النقدية المقدمة بشكل أساسي إلى عملاء الشركات الكبيرة في مجال الخدمات المصرفية أو إدارة النقد أو إدارة الخزينة.
ويمكن استخدامه لوصف جميع الحسابات المصرفية (مثل تدقيق الحسابات) المقدمة للشركات المحدودة، لكن غالبًا ما يتم استخدامه للتعبير عن خدمات محددة مثل تركيز النقد وحساب الرصيد الصفري وتسهيلات غرفة المقاصة للشيكات.
تشمل الأدوات المالية المتعلقة بإدارة النقد: صناديق سوق المال وسندات الخزينة وشهادات الإيداع.

## الخدمات العامة
فيما يلي قائمة بالخدمات التي تقدمها البنوك بشكل عام وتستخدمها الشركات والمؤسسات الكبرى:

## مطابقة الحسابات
عملية موازنة دفتر الشيكات صعبة بالنسبة لبعض الشركات الكبرى، نظرًا لأنها تُصدر العديد من الشيكات، ولفهم الشيكات التي لم تتم تصفيتها قد يستغرق الأمر الكثير من الموظفين للتدقيق، وبالتالي ما هو الرصيد الفعلي للشركة. ولمعالجة ذلك، طورت البنوك نظامًا يسمح للشركات بتحميل قائمة بجميع الشيكات التي تصدرها بشكل يومي، في نهاية الشهر ستظهر في كشف الحساب الشيكات المصنفة وغير المصنفة. وفي الآونة الأخيرة، استخدمت البنوك هذا النظام لمنع صرف الشيكات بطرق احتيالية إذا لم تكن مدرجة في القائمة، وهي عملية تُعرف بالأجر الإيجابي.

## خدمات الويب المتقدمة
معظم البنوك لديها نظام قائم على الإنترنت وهو أكثر تقدمًا من النظام المتاح للمستخدم. فيمكن ذلك المدراء من إنشاء وترخيص قاعدة بيانات معتمدة لتسجيل دخول داخلي خاص، مما يسمح للموظفين بإرسال البيانات والوصول إلى ميزات إدارة النقد الأخرى التي لا توجد عادةً على موقع الويب الخاص بالمستخدم.

## خدمات السيارات المدرعة لجمع المال
قد يضطر تجار التجزئة الكبار الذين يجمعون قدرًا كبيرًا من الأموال إلى قيام بالتنظيم مع البنك لجمع أموالهم عن طريق شركة سيارات مدرعة بدلا من إيداعها

## غرفة المقاصة
نظام إلكتروني يستخدم لتحويل الأموال بين البنوك، وتستخدمها الشركات للدفع للآخرين مثل رواتب الموظفين (هذه هي طريقة عمل الإيداع المباشر) وعادة ما يقدمها قسم إدارة النقد في البنك. تستخدمه بعض الشركات أيضًا لجمع الأموال من العملاء (هذه هي الطريقة التي تعمل بها خطط الدفع التلقائي بشكل عام). انتقد هذا النظام من قبل بعض مجموعات الدفاع عن المستهلك، لأنه بموجب هذا النظام تفترض البنوك أن الشركة التي بدأت عملية السحب الآلي صحيحة حتى يثبت خلاف ذلك.

## إشعار الرصيد
عادة ما يشترك العملاء من الشركات الذين يديرون أرصدتهم النقدية بنشاط في إعداد تقارير آمنة على شبكة الإنترنت عن معلومات حساباتهم ومعاملاتهم في البنك الرئيسي. قد تتضمن هذه التجميعات المعقدة للنشاط المصرفي أرصدة بالعملات الأجنبية، وكذلك تلك الموجودة في البنوك الأخرى. وهي تتضمن معلومات عن المراكز النقدية وكذلك التعويم (مثل الشيكات في عملية التحصيل). أخيرًا، يقدمون تفاصيل خاصة بالمعاملات بشأن جميع أشكال أنشطة الدفع، بما في ذلك الودائع والشيكات والتحويلات البرقية إلى الداخل والخارج وديون وائتمانيات غرفة المقاصة الآلية والاستثمارات وما إلى ذلك.

## خدمات تركيز النقد
غالبًا ما يكون بائعي التجزئة سلسلة متاجر كبيرة أو وطنية في مناطق لا يوجد فيها فروع لبنكهم الأساسي. لذلك، يقومون بفتح حسابات مصرفية في مختلف البنوك المحلية في المنطقة. لمنع الأموال في هذه الحسابات في هذه الحسابات من الخمول وعدم كسب فائدة كافية. لدى العديد من هذه الشركات اتفاقية مع مصرفها الأساسي، حيث يستخدم مصرفها الأساسي غرفة المقاصة الآلية «لسحب» الأموال من هذه البنوك إلكترونيًا إلى حساب مصرفي واحد ذا فائدة. انظر أيضًا: تركيز النقد.

## مدفوعات خاضعة للمراقبة
هذه خدمة أخرى تقدمها البنوك في إطار خدمات إدارة النقد حيث يقدم البنك تقريرًا مبكرًا يوضح مقدار المدفوعات التي ستخصم من حساب العميل. تسمح هذه المعرفة المبكرة لمتطلبات الأموال اليومية للعميل باستثمار أي فائض خلال اليوم وعادة يستثمر في السوق المالية. وتختلف عن المدفوعات المتأخرة، حيث يتم إصدار الدفعات من خلال الفروع البعيدة للبنك ويأجل العميل الدفع بسبب زيادة مدة الانتظار.
==
صندوق الأمانات— خدمات تجارة التجزئة ==
غالبًا ما تقوم الشركات التي تتلقى عددًا كبيرًا من المدفوعات عبر الشيكات في البريد، فأنشئ البنك لهذه الشركات صندوق بريد، لفتح بريدهم الإلكتروني وإيداع الشيكات. ويشار إلى تلك الخدمة بـ «صندوق الأمانات».

## صندوق الأمانات - خدمات التجزئة المصرفية
للشركات التي لديها عدد المدفوعات محدود وفي بعض الأحيان تكون متطلبات المعالجة مفصلة. ومثال على هذه الشركات: مكتب طبيب الأسنان أو شركة صغيرة للتصنيع.

## الدفع الآمن
الأجر الإيجابي أو الدفع الآمن هو خدمة تقوم الشركة بموجبها إلكترونياً بتقاسم سجل الشيكات لجميع الشيكات المكتوبة مع البنك. بالتالي فإن البنك لن يدفع سوى الشيكات المدرجة في ذلك السجل بنفس المواصفات المحددة في السجل (المبلغ والمستفيد والرقم التسلسلي وغيرها). تساعد هذه الخدمة البنوك على منع تزوير الشيكات المصرفية.

## الدفع الآمن العكسي
الدفع الآمن العكسي يشبه الدفع الآمن ولكن بالعكس، لكن العكس بحيث تحتفظ الشركة وليس البنك بقائمة الشيكات الصادرة. فعندما يتم تقديم الشيكات للدفع ومسحها من خلال نظام الاحتياطي الفيدرالي، يقوم النظام الفيدرالي بإعداد ملف بأرقام حسابات الشيكات والأرقام التسلسلية والمبالغ المالية ويرسل الملف إلى البنك. بعكس الدفع الآمن، يرسل البنك هذا الملف إلى الشركة حيث تقارن الشركة المعلومات بسجلاتها الداخلية. تتيح الشركة للبنك معرفة الشيكات التي تطابق معلوماته الداخلية ويقوم البنك بدفع تلك العناصر. ثم يقوم البنك بالبحث عن الشيكات التي لا تتطابق، وتصحح أي أخطاء في التشفير أو أخطاء الترميز، ويحدد ما إذا كانت أي عناصر احتيالية. يدفع البنك الاستثناءات «الحقيقية» فقط، أي تلك التي يمكن التوفيق بينها وبين ملفات الشركة.

## حسابات قابلة للتحويل
تقدم حسابات المسح من قبل قسم إدارة النقد في البنك. بموجب هذا النظام، يتم تلقائيًا نقل الأموال الزائدة من الحسابات المصرفية للشركة إلى صندوق استثمار مشترك في سوق المال خلال الليل، وتسترد في صباح اليوم التالي وهذا ما يسمح لهم بكسب الفائدة بين عشية وضحاها. إن الأدوات الأساسية لعمليات المسح هي الصناديق المشتركة في سوق المال ومنتجات الودائع المصرفية.

## حساب بدون رصيد
يمكن اعتبار حساب الرصيد الصفري نوعاً ما بمثابة اختراق. فالشركات التي لديها أعداد كبيرة من المتاجر أو المواقع من الممكن أن تخلط بين إذا كانت كل هذه المتاجر أو المواقع تودع في حساب مصرفي واحد. تقليديا سيكون من المستحيل معرفة أي ودائع من أي متاجر دون السعي لمشاهدة صور تلك الودائع. للمساعدة في تصحيح هذه المشكلة، طورت البنوك نظامًا حيث يتم منح كل متجر حسابه المصرفي الخاص، ولكن يتم تلقائيًا نقل جميع الأموال المودعة في حسابات المتجر الفردية أو تحويلها إلى الحساب المصرفي الرئيسي للشركة. وهذا يسمح للشركة بالاطلاع على كشوف الحسابات الفردية لكل متجر. تقوم البنوك الأمريكية تقريبًا بتحويل أنظمتها حتى تتمكن الشركات من معرفة المتجر الذي قام بإيداع معين، حتى إذا تم إيداع جميع هذه الودائع في حساب واحد. لذلك، يتم استخدام حساب الرصيد الصفري بشكل أقل.

## التحويل الإلكتروني
هو تحويل إلكتروني للأموال. ويمكن إجراء التحويلات الإلكترونية عن طريق التحويل من حساب مصرفي أو عن طريق التحويل النقدي في مكتب النقد. غالبًا ما تكون التحويلات البنكية الطريقة الأسرع لتحويل الأموال بين الحسابات المصرفية. والتحويل المصرفي هو رسالة إلى البنك المتلقي تطلب منه إجراء الدفع وفقًا للتعليمات المقدمة وتتضمن الرسالة أيضًا تعليمات التسوية فيكون التحويل الإلكتروني الفعلي فوريًا تقريبًا وإرساله لا يتطلب أكثر من مكالمة هاتفية.

## التعامل النقدي الآلي
معالجة النقد الآلية هي عملية صرف وحساب وتتبع النقد في البنك أو البيع بالتجزئة أو صرف الشيكات أو القرض / سداد الدين أو بيئة الأعمال الأخرى من خلال أجهزة وبرامج مصممة خصيصًا لأغراض منع الخسائر وردع السرقة وتقليل الوقت اللازم للرقابة على عمليات السحب النقدي (حتى).
في الماضي، تم تقديم خدمات أخرى تضاءلت فائدتها مع ظهور الإنترنت. ومثال لذلك، يمكن أن يكون لدى الشركات رسائل فاكس يومية لأحدث معاملاتها أو ترسل أقراص مضغوطة لصور الشيكات النقدية.
```
يمكن أن تكون خدمات إدارة النقد مكلفة ولكن عادة ما تكون التكلفة على الشركة أعلى من الفوائد: توفير التكاليف والدقة والكفاءة وما إلى ذلك.
```

| تصنيف 2016 | تصنيف 2015 | البنك                         | النقاط |
| ---------- | ---------- | ----------------------------- | ------ |
| 1          | 1          | إتش إس بي سي                  | 11041  |
| 2          | 2          | سيتي غروب                     | 7389   |
| 3          | 3          | دويتشه بنك                    | 4238   |
| 4          | 4          | بي إن بي باريبا               | 3448   |
| 5          | 6          | يونكريديتو                    | 2192   |
| 6          | 7          | ستاندرد تشارترد               | 1654   |
| 7          | 9          | بنك إم يو أف جي               | 1626   |
| 8          | 5          | Bank of America Merrill Lynch | 1475   |
| 9          | 8          | جي بي مورغان تشيس             | 1397   |
| 10         | 10         | سوسيتيه جنرال                 | 1217   |